# Kobbie Mainoo
Kobbie Boateng Mainoo (Stockport, 19 april 2005) is een Engels-Ghanees voetballer die doorgaans speelt als middenvelder. In januari 2023 debuteerde hij voor Manchester United. Mainoo maakte in 2024 zijn debuut in het Engels voetbalelftal.

## Clubcarrière
Mainoo speelde in de jeugd van Cheadle & Gatley en stapte op zijn negende over naar de opleiding van Manchester United. Hier ondertekende hij in mei 2022 zijn eerste professionele contract. Zijn debuut in het eerste elftal maakte de middenvelder vervolgens op 10 januari 2023, toen in de EFL Cup gespeeld werd tegen Charlton Athletic. Door een doelpunt van Antony en twee van Marcus Rashford werd met 3–0 gewonnen. Mainoo mocht van coach Erik ten Hag in de basisopstelling beginnen en hij werd na een uur spelen naar de kant gehaald ten faveure van Casemiro. In februari werd zijn verbintenis opengebroken en verlengd tot medio 2027, met een optie op een jaar extra. Later die maand maakte Mainoo zijn debuut in de Premier League en in november deed hij dat in de UEFA Champions League. Zijn eerste doelpunt in de hoofdmacht maakte Mainoo op 28 januari 2024, toen in de FA Cup met 2–4 van Newport County gewonnen werd.

## Clubstatistieken
| Seizoen | Club              | Competitie     | Competitie | Competitie | Beker | Beker | Internationaal | Internationaal | Totaal | Totaal |
| Seizoen | Club              | Competitie     | Wed.       | Dlp.       | Wed.  | Dlp.  | Wed.           | Dlp.           | Wed.   | Dlp.   |
| ------- | ----------------- | -------------- | ---------- | ---------- | ----- | ----- | -------------- | -------------- | ------ | ------ |
| 2022/23 | Manchester United | Premier League | 1          | 0          | 2     | 0     | 0              | 0              | 3      | 0      |
| 2023/24 | Manchester United | Premier League | 24         | 3          | 5     | 1     | 2              | 0              | 31     | 4      |
| Totaal  | Totaal            | Totaal         | 25         | 3          | 7     | 1     | 2              | 0              | 34     | 4      |

Bijgewerkt op 18 juli 2024.

## Interlandcarrière
Mainoo maakte zijn debuut in het Engels voetbalelftal op 23 maart 2024, toen een vriendschappelijke wedstrijd gespeeld werd tegen Brazilië. Door een doelpunt van Endrick ging het duel met 0–1 verloren. Van bondscoach Gareth Southgate moest Mainoo op de reservebank aan de wedstrijd beginnen. Hij mocht een kwartier voor het einde van de reguliere speeltijd invallen voor Conor Gallagher. De andere Engelse debutanten dit duel waren Ezri Konsa (Aston Villa) en Anthony Gordon (Newcastle United).
In mei 2024 werd Mainoo door Southgate opgenomen in de voorselectie voor het EK 2024 in Duitsland. Hij werd vervolgens op 6 juni 2024 opgenomen in de definitieve selectie. Engeland werd eerste in de groepsfase na een overwinning op Servië (0–1) en gelijke spelen tegen Denemarken (1–1) en Slovenië (0–0) en schakelde daarna achtereenvolgens Slowakije (2–1, na verlenging), Zwitserland (1–1, 5–3 na strafschoppen) en Nederland (1–2) uit om de finale te bereiken. Deze werd met 2–1 verloren van Spanje. Mainoo kwam op het toernooi in zes wedstrijden in actie. Zijn toenmalige clubgenoten Scott McTominay (Schotland), Rasmus Højlund, Christian Eriksen (beiden Denemarken), Luke Shaw (eveneens Engeland), Altay Bayındır (Turkije), Diogo Dalot en Bruno Fernandes (beiden Portugal) waren ook actief op het EK.
| Interlands van Kobbie Mainoo voor Engeland | Interlands van Kobbie Mainoo voor Engeland | Interlands van Kobbie Mainoo voor Engeland | Interlands van Kobbie Mainoo voor Engeland | Interlands van Kobbie Mainoo voor Engeland | Interlands van Kobbie Mainoo voor Engeland |
| №                                          | Datum                                      | Wedstrijd                                  | Uitslag                                    | Competitie                                 | Goals                                      |
| Als speler bij Manchester United           | Als speler bij Manchester United           | Als speler bij Manchester United           | Als speler bij Manchester United           | Als speler bij Manchester United           | Als speler bij Manchester United           |
| ------------------------------------------ | ------------------------------------------ | ------------------------------------------ | ------------------------------------------ | ------------------------------------------ | ------------------------------------------ |
| 1                                          | 23 maart 2024                              | Engeland – Brazilië                        | 0 – 1                                      | Vriendschappelijk                          |                                            |
| 2                                          | 26 maart 2024                              | Engeland – België                          | 2 – 2                                      | Vriendschappelijk                          |                                            |
| 3                                          | 7 juni 2024                                | Engeland – IJsland                         | 0 – 1                                      | Vriendschappelijk                          |                                            |
| 4                                          | 16 juni 2024                               | Servië – Engeland                          | 0 – 1                                      | EK 2024                                    |                                            |
| 5                                          | 25 juni 2024                               | Engeland – Slovenië                        | 0 – 0                                      | EK 2024                                    |                                            |
| 6                                          | 30 juni 2024                               | Engeland – Slowakije                       | 2 – 1 n.v.                                 | EK 2024                                    |                                            |
| 7                                          | 6 juli 2024                                | Engeland – Zwitserland                     | 1 – 1 (5 – 3 n.s.)                         | EK 2024                                    |                                            |
| 8                                          | 10 juli 2024                               | Nederland – Engeland                       | 1 – 2                                      | EK 2024                                    |                                            |
| 9                                          | 14 juli 2024                               | Spanje – Engeland                          | 2 – 1                                      | EK 2024                                    |                                            |

Bijgewerkt op 18 juli 2024.